# U.S. Route 6 (Nebraska)
La U.S. Route 6 o Ruta Federal 6 (abreviada US 6) es una autopista federal ubicada en el estado de Nebraska. La autopista inicia en el Oeste desde la US 6  en la línea del estado de Colorado hacia el Este en la I 480  , US 6  en la línea del estado Iowa. La autopista tiene una longitud de 600,4 km (373.07 mi).

## Mantenimiento
Al igual que las carreteras estatales, las carreteras interestatales, y el resto de rutas federales, la U.S. Route 6 es administrada y mantenida por el Departamento de Carreteras de Nebraska por sus siglas en inglés NDOR.

## Cruces
La U.S. Route 6 es atravesada principalmente por la  US 34  cerca de Culbertson y Hastings
 US 83  en McCook
  US 283  en Arapahoe
  US 183  en Holdrege
  US 281  en Hastings
  US 81  en Fairmont
  US 77  en Lincoln
  I 80  en Lincoln
  I 480  I 680  US 75  en Omaha.